# 碇山 (大分県)
碇山（いかりやま）は、大分県大分市津守にある山。標高56mと大分県で最も低い山である。

## 概要
別名碇島とも呼ばれ、昔は海に浮かぶ小島であったと伝えられており、神武天皇が東征の際に投錨したとの伝説が残る。
豊肥本線滝尾駅近くに登り口があり、山全体が碇山公園として整備されている。頂上には熊野神社が鎮座し、山腹には当地に配流された江戸時代初期の大名松平忠直の霊廟がある。熊野神社に松平忠直の遺品として伝わる『熊野権現縁起絵巻』全13巻は、1974年1月9日に大分市の有形文化財に指定されている。
山麓には「真田栗毛埋所」と刻まれた真田信繁（幸村）の愛馬真田栗毛の墓もある。信繁の愛馬の墓がこの地にある経緯については、忠直が大坂夏の陣で信繁を討ち取った功績で真田栗毛を拝領し、当地に配流された際に連れてきたものだという伝承が残っている。
2005年から、毎年大晦日には、地域住民によって熊野神社までの参道に灯籠を点すもりおか夢灯籠が開催されている。